# 蔡國榮
蔡國榮，著名影評人，1951年出生，原籍廣東省的台灣資深新聞工作者、電影劇本作家。畢業於國立台灣藝術學院影劇科（今國立台灣藝術大學電影系）。就讀國立藝專時期曾與同學梁良、葉俊明共同籌畫「藝專第一屆實驗電影展」，1999年此影展擴大為國際學生電影金獅獎。是李安執導電影《臥虎藏龍》劇本的三位作者之一，也因這部電影的賣座而成名。
國立藝專畢業後進入《中國時報》工作，1970年開始連續三年擔任《中華民國電影年鑑》主任編輯，也在各個電影機構任監事、理事及影展活動評審，並身兼教職。1975年開始撰寫影評，作品散見各報與電影雜誌。1977年開始創作劇本，曾經為電視劇《天眼》、《緊急行動》擔任編劇。2000年，與王蕙玲及詹姆斯．夏慕斯共同改編劇本《臥虎藏龍》，獲得第37屆金馬獎及第73屆奧斯卡金像獎「最佳改編劇本」提名。
曾任職中華民國編劇學會理事長，曾任職《中國時報》副總編輯兼影視新聞中心主任多年，兼具教師、編輯、編劇與影評人的多重身份。

## 經歷
- 現任義守大學影視系專任教授兼系主任
- 國立台灣藝術大學電影系與世新大學廣電系兼任副教授
- 華視訓練中心編劇班講師
- 中華民國編劇學會理事長
- 中國影評人協會理事

## 作品

### 主編
- 《中華民國電影年鑑》（1980年度至1983年度，電影事業發展基金會出版）
- 《六十年代國片名導名作選》（國家電影資料館出版）

### 著作
- 《中國近代文藝電影研究》（國家電影資料館出版）
- 《夢遠星稀：中國明星影史》（中國影評人協會出版）
- 《星河倒影：外國明星影史》正、續篇（台灣新生報出版）
- 《柯俊雄的表演藝術》（國家電影中心出版）

### 電影劇本
- 《臥虎藏龍》（李安導演，曾入圍第73屆美國奧斯卡金像獎、第37屆金馬獎、第20屆香港電影金像獎、2000年英國影藝學院獎最佳改編劇本獎，與第18屆中華民國編劇學會魁星獎）
- 《遺作遺恨》（獲新聞局1987年優良電影劇本獎）
- 《紅粉兵團》（朱延平導演，1982年十大賣座國片第一名）
- 《浪子快刀》（張鵬翼導演）等等。

### 舞台劇本
- 《戴面具的愛神》（獲文建會1984年優良舞台劇本獎）
- 《慾望的報酬》（獲文建會1989年優良舞台劇本獎、第12屆中華民國編劇學會魁星獎）
- 《老師，您好》（教育部慶祝建國100年旗艦活動音樂舞台劇）等等。

### 電視劇本
- 單元劇《風雨中的寧靜》（獲1981年國軍文藝金像獎）
- 單元劇集《天眼》（台視播出）
- 連續劇《比翼雙雙飛》（台視播出）
- 連續劇《郵差總按兩次鈴》（台視播出）
- 單元劇集《緊急行動》（中視播出）
- 連續劇《菟絲戀》（中視播出）
- 連續劇《夢醒時分》（中視播出）
- 單元劇《丈夫不見了》（華視播出）
- 連續劇《暫借人生》（華視播出）
- 單元劇《紅塵梵谷》（華視播出）
- 單元劇《水源地》（公視播出，演員梅芳入圍金鐘獎最佳女主角獎）
- 《阿不拉的三個女人》（原名《戲金戲土》，獲文化部2013年高畫質電視節目旗艦組補助3000萬元，民視播出，入圍金鐘獎最佳戲劇節目獎、演員游安順獲最佳男配角獎）
- 連續劇《被遺忘的英雄林少貓》（文化部2015年高畫質電視節目補助1800萬元）等等。

## 榮譽
- 2007年度中國文藝協會《中國文藝獎章》。
- 2017年民視（最佳編劇）獎。

## 外部連結
- 電影編劇的本事：編劇家蔡國榮談劇本創作來時路 （页面存档备份，存于）